# Микрошквал
Микрошква́л (англ. microburst) — частный случай шквала, сильное кратковременное нисходящее движение воздуха, связанное с грозовой деятельностью.
Микрошквалы представляют серьёзную опасность для воздушных судов (самолётов и вертолётов) на этапах взлёта и захода на посадку, так как вызывают сильный сдвиг ветра, приводящий к потере самолётом воздушной скорости и возможному столкновению с земной поверхностью (или поверхностью воды). В 1985 году пассажирский самолёт авиакомпании Delta Airlines при заходе на посадку в аэропорту Далласа из-за микропорыва потерпел катастрофу, в которой погибло 137 человек.
Термин введён известным исследователем опасных явлений погоды Фудзита Тэцуя, как вид нисходящего порыва воздуха (англ. downburst). Если данное явление охватывает зону более 4 км, то оно называется макропорыв (макрошквал; англ. macroburst). В русскоязычной метеорологической литературе данное явление не представлено.

## Условия возникновения
Образование микрошквалов часто связывают с распространением скопления града из верхней части грозового облака в его нижнюю часть, что приводит к локальной быстрой конденсации дождевых капель из-за охлаждения воздуха поступившей сверху снежной крупой. Возникший поток нисходящего воздуха (15—20 м/с, зарегистрировано до 35 м/с) при достижении земли расходится в разные стороны со скоростью ветра до 180 км/ч на расстоянии до нескольких километров. Метеоявление продолжается до пяти минут, при наибольшей интенсивности 2—3 минуты, диаметр зоны распространения — менее 4 км (обычно 1—3 км).
Микрошквалы наблюдаются под кучево-дождевыми облаками во вторую половину дня и ранним вечером в жаркую погоду, когда в слое нижних нескольких километров атмосферы вертикальный градиент температуры воздуха близок к сухоадиабатическому (9,8 °С/км). Высота нижней границы кучево-дождевых облаков обычно находится на большой высоте, от 3 до 5 км, толщина облаков невелика (3—4 км), радиолокационная отражаемость сравнительно небольшая (от 10 до 20 dBZ).
При влажных микрошквалах (когда дождь достигает поверхности земли, «дождевые бомбы») средняя точка росы в нижнем километровом слое атмосферы составляет 15—23 °С (удельная влажность 12—18 г/кг), при сухих (когда дождь практически не достигает земли, видны только по́лосы падения) — 0—14 °С (удельная влажность 4—12 г/кг). Вертикальный градиент температуры воздуха от земли до уровня таяния при сухих микрошквалах равен 9—10 °C/км, при влажных — 7—8 °C/км (из-за того, что уровень таяния в этом случае находится выше, чем нижняя граница облаков).
Общий ветер в нижней тропосфере при образовании микрошквалов обычно слабый (0—7 м/с), разных направлений (в основном от восточного до юго-западного), в средней тропосфере преобладает южный и юго-западный 5—10 м/с, на высоте 5 км — юго-западный 10—13 м/с.